# Plateau de Blake
Pour les articles homonymes, voir Blake.

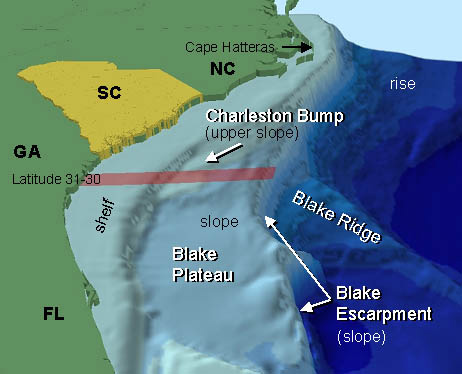
Carte du plateau de Blake.

Le plateau de Blake est un plateau continental de l'océan Atlantique situé au large au large des côtes sud-est des États-Unis, face à la Caroline du Nord, à la Caroline du Sud, à la Géorgie et à la Floride.
Le plateau de Blake se situe entre le plateau continental nord-américain et le profond  bassin océanique. Il s'étend sur environ 145 kilomètres d'est en ouest et 170 kilomètres du nord au sud, avec une profondeur d'environ 500 mètres du côté du littoral, allant à environ 1 000 mètres à quelque 375 kilomètres de la côte, où l’escarpement de Blake (Cf. carte ci-contre) descend abruptement vers le bassin océanique. Le plateau de Blake, la crête de Blake et le bassin de Blake (en) sont nommés d'après le navire à vapeur USC&GS George S. Blake de l'U.S. National Geodetic Survey, en service de 1874 à 1905, qui a utilisé pour la première fois des câbles d'acier pour des opérations océanographiques et a été le pionnier de l'exploration des grands fonds marins et du Gulf Stream. Les lignes de relevé du George S. Blake ont défini pour la première fois le plateau qui porte aujourd'hui le nom du navire.

## Histoire

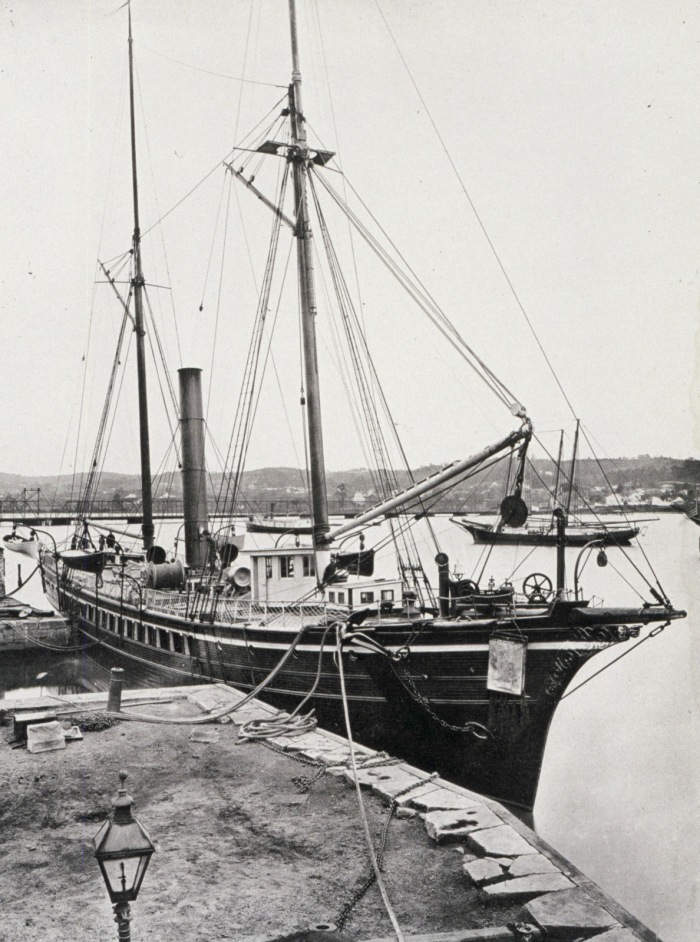
Le USC&GS George S. Blake, vers 1880.

En juillet 1880, le George S. Blake, sous le commandement du capitaine de frégate John R. Bartlett, travaillait avec un engin de sondage conçu par le capitaine de corvette Sigsbee en coopération avec Alexander Agassiz, collectant des échantillons biologiques et examinant le Gulf Stream qui s'étend vers l'est depuis le Cap Romain lorsque, en effectuant de fréquents sondages vers l'est, « les profondeurs sur cette ligne étaient étonnamment faibles, l'axe du Gulf Stream étant traversé avant qu'une profondeur de trois cents brasses (550 mètres) ne soit trouvée » avec un fond de « corail dur » et peu de vie. En 1882, le commandant Bartlett décrit le plateau :

« Au lieu d'un chenal profond dans le cours du courant, comme l'ont signalé les lieutenants Maffit (en) et Craven, et publié dans les rapports du Coast Survey, nos sondages ultérieurs montrent un plateau étendu et presque plat, s'étendant d'un point à l'est des Little Bahama Banks jusqu'au cap Hatteras - au large de cap Canaveral - sur une largeur de près de 200 milles, et se rétrécissant progressivement vers le nord jusqu'à Hatteras, où la profondeur est de plus de 1 000 brasses à moins de 30 milles de la côte. Ce plateau a une profondeur générale de 400 brasses, chutant brusquement sur sa bordure orientale pour atteindre plus de 2 000 brasses, »

Bartlett rapporte l'effet décapant du courant sur le plateau, notant que de chaque côté du courant, le cylindre de sondage, un dispositif permettant d'échantillonner la nature du fond avec le sondage, remonte de la boue. Avec le courant, « le fond a été presque entièrement nettoyé », les particules étant de petits morceaux de roches coralliennes brisées et si dures que le bord tranchant du cylindre en laiton en est plié.

## Caractéristiques

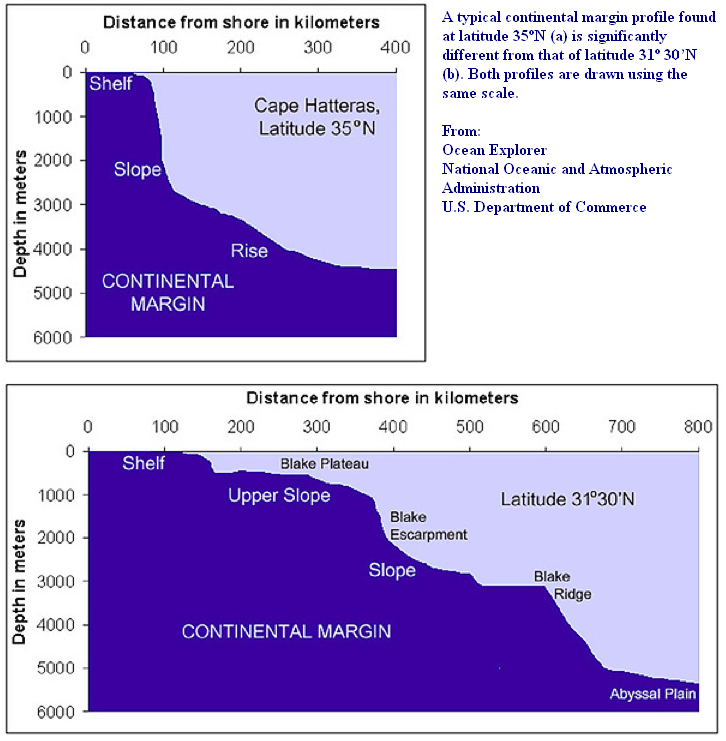
Le profil de marge continentale typique trouvé à la latitude 35°N (a) est significativement différent de celui de la latitude 31° 30′N (b). Les deux profils sont dessinés à la même échelle. (National Oceanic and Atmospheric Administration, Ocean Explorer).

### Géologie
En raison des caractéristiques inhabituelles du plateau, notamment l'affouillement par le courant de Floride et le courant des Antilles qui fusionnent au-dessus du plateau pour former le Gulf Stream, les gisements minéraux, en particulier les nodules de manganèse, suscitent depuis longtemps l'intérêt,. On trouve également de l'hydrate de méthane et d'autres hydrates de gaz sur le plateau.

### Biologie
Le plateau de Blake, bien que décrit comme une « morne plaine balayée par les courants », abrite des communautés biologiques, notamment des récifs de Lophelia pertusa qui soutiennent des communautés, ainsi que des communautés soutenues par les hydrates de gaz. Les pêcheurs commerciaux ont commencé à exploiter les poissons des grands fonds sur le plateau et des études sont en cours sur la viabilité de ces poissons qui, bien que grands, grandissent lentement. L'échantillonnage biologique des fonds profonds et durs est difficile sous le Gulf Stream, et en conséquence la faune est relativement mal connue,.